# H.E.L.P./パターソン教授の地球防衛作戦とは?
H.E.L.P./パターソン教授の地球防衛作戦とは?（ヘルプ パターソンきょうじゅのちきゅうぼうえいさくせんとは、原題：Les Patterson Saves the World）は、1987年のオーストラリアの映画作品。

## 概要
オーストラリア人俳優のバリー・ハンフリーズの持ちネタである「レス・パターソン卿」を主人公にしたコメディ作品で、トイレに関するジョークなど、全体的にいわゆるお下劣なネタが目立つ作風となっている。同じく彼の持ち役である「デイム・エドナ・エバレッジ」も登場し、ハンフリーズは本作で二役を演じている。監督はジョージ・ミラー。

## あらすじ
アルコール依存症の男・レス・パターソン教授は、国連総会へ出席する間際だというのに酒を飲んでしまい、困った側近は豆を食わせて酔いを覚まそうとするが、これが裏目に出て、総会で演説していた教授は放屁してしまい、それがタバコの火に引火して中東の小国アブビニアのツール大統領が焼け死んでしまう。この大惨事にボブ首相は怒り心頭。彼はアブビニアへ謝罪へと出向くが、そこでゴダウニという大佐がトイレを利用して細菌テロを企んでいることを知り、エドナ・エバレッジの協力を得て彼の陰謀を阻止しようとする。

## キャスト
※括弧内は日本語吹替
- レス・パターソン/エドナ・エバレッジ：バリー・ハンフリーズ（藤本譲/沢田敏子）
- ゴダウニ大佐：タアオ・ペングリス（大塚芳忠）
- チャールズ・ヘルペス/デジレ・ヘルペス：ヘンリー・スゼップス（石森達幸）
- ネビル：アンドリュー・クラーク（有本欽隆）
- ファルーク署長：ヒュー・キース・バーン（たてかべ和也）
- ムスタファ・ツール大統領：ガース・ミード（千田光男）
- ボブ首相：ポール・ジェニングス（大山高男）
- アーサー・シャーマン将軍：アーサー・シャーマン（沢りつお）
- ロンダ：サリー・テイラー（松井菜桜子）

その他声の出演：堀内賢雄、西川幾雄、土師孝也、田口昂、松本保典

## 公開

### 興行
オーストラリアでは62万6000ドルを稼いだが、これは興行的には大失敗とみなされている。
また、国外でもヒットはしなかったようである。

### 評価
本作は批評家から酷評され、「ワールド・プレミアに出席していたポール・キーティングが本作を観て激怒し、映画業界の不法行為を終わらせると決めた」という噂があるという。